# Xã Franklin, Quận Lake, South Dakota
Xã Franklin (tiếng Anh: Franklin Township) là một xã thuộc quận Lake, tiểu bang Nam Dakota, Hoa Kỳ. Năm 2010, dân số của xã này là 307 người.